# Filosofia perenne
La noció de filosofia perenne (en llatí, philosophia perennis) suggereix l'existència d'un conjunt universal de veritats i valors comuns a tots els pobles i cultures. El terme fou emprat en primer lloc al segle xvi per Agostino Steuco en el seu llibre titulat: De perenni philosophia libri X (1540), en què la filosofia escolàstica és vista com el pinacle de la saviesa cristiana, a la qual tots els altres corrents filosòfics apunten d'un mode o un altre. La idea fou posteriorment assumida pel filòsof i matemàtic alemany Gottfried Leibniz, que la va fer servir per a designar la filosofia comuna i eterna que hi ha al darrere de totes les religions i, en particular, al darrere dels corrents místics. Aquest terme fou popularitzat de forma més recent per Aldous Huxley en el seu llibre del 1945: La filosofia perenne. L'expressió filosofia perenne també s'ha fet servir com una translació del concepte hindú de Sanatana Dharma, la "veritat (o norma) eterna i immutable".
L'existència d'una filosofia perenne és el principi fonamental del tradicionalisme, formalitzat en els escrits dels pensadors del segle XX René Guénon i Frithjof Schuon. L'historiador de l'art i erudit indi Ananda K. Coomaraswamy també n'escrigué extensament.

## Principis fonamentals
D'acord amb els fonaments de la filosofia perenne, els pobles de diverses cultures i èpoques han experimentat i enregistrat percepcions comparables sobre la natura de la realitat, l'ego, el món i el significat i el propòsit de l'existència. Aquestes semblances apunten a uns principis universals subjacents que formen la base comuna de la majoria de les religions. Les diferències entre aquestes percepcions fonamentals sorgeixen de les diferències en les cultures humanes i es poden explicar a la llum de tals condicionaments culturals.
Entre aquestes percepcions es troben les afirmacions següents:
- El món físic o fenomenològic no és pas l'única realitat; existeix una altra realitat no física. El món material és l'ombra d'una realitat superior que no pot ser abraçada pels sentits, però l'esperit i l'intel·lecte humà en donen testimoni en la seva més profunda essència.
- L'ésser humà reflecteix la natura d'aquesta realitat de dues cares: mentre el cos material està subjecte a les lleis físiques del naixement i la mort, l'altre aspecte de l'existència humana no està sotmès a la decadència o a la pèrdua, i és idèntic a l'intel·lecte o a l'esperit, que és el nucli de l'ànima humana. En l'Occident modern, aquest segon aspecte o realitat ha estat fonamentalment passat per alt o ignorat.
- Tots els humans posseeixen una capacitat que, tanmateix, no es fa servir i, per tant, està atrofiada, per a la percepció intuïtiva de la veritat última o absoluta i la natura de la realitat. Aquesta percepció és la fita final dels éssers humans, i el seu exercici i desenvolupament són el propòsit de llur existència. Les grans religions intenten (re)establir la connexió entre l'ànima humana i aquesta última i més alta realitat. Aquesta realitat, en les religions procedents d'Abraham (judaisme, cristianisme i islamisme), és anomenada Déu; Déu és el principi absolut des del qual tota existència és originada i a qui tota existència retornarà. En les religions no teistes, com el budisme, jainisme i daoisme, allò últim o absolut està caracteritzat d'un mode diferent.

Aquestes percepcions globals, es pensa que són vàlides o fiables a causa de llur consistència i a les semblances entre si, tot i llurs orígens independents.
D'acord amb Aldous Huxley, la filosofia perenne és la metafísica que reconeix una realitat divina substancial al món material, a la vida i a les ments; la psicologia que troba en l'ànima quelcom de semblant, o àdhuc idèntic, a aquesta realitat divina; l'ètica que situa l'objectiu final de l'ésser humà en el coneixement de la base immanent i transcendent de tots els éssers; el que és immemorial i universal. Els rudiments de la filosofia perenne es poden trobar entre la tradició popular de pobles primitius en totes les religions del món, i en llurs formes completament desenvolupades que han tingut llur ressò en cadascuna de les grans religions.